# Wandelroute GR56

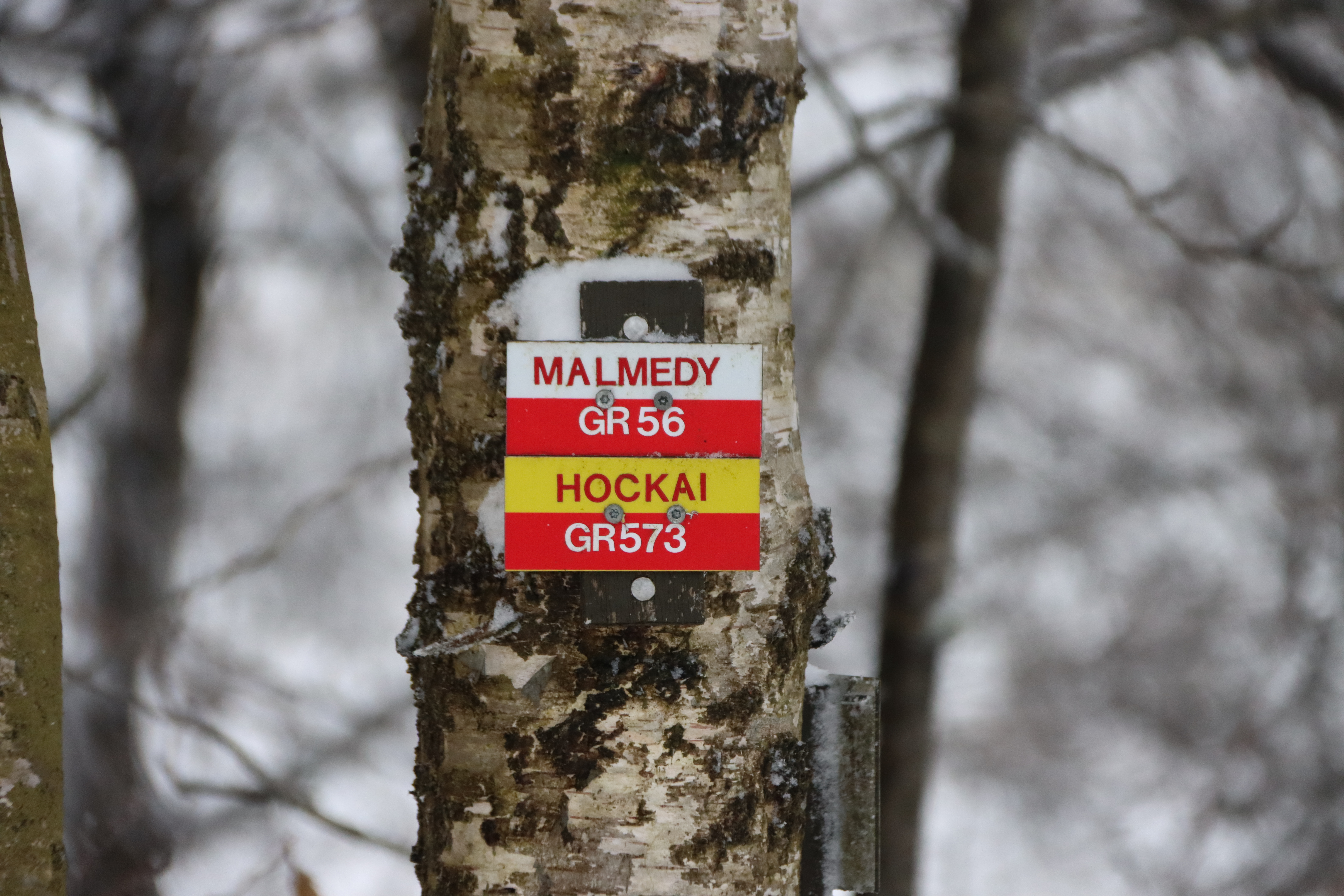
GR56 op de Hoge Venen

De wandelroute GR56, ook wel aangeduid als Grenzpfad/Sentier des frontières (vroeger ook als Ostbelgische Wanderwege/Sentiers de l'Est de la Belgique), is 200 kilometer lang en loopt van Kelmis tot Ouren.